# 徳島市北井上小学校
徳島市北井上小学校（とくしまし きたいのうえしょうがっこう）は、徳島県徳島市国府町西黒田字南傍示にある公立小学校。

## 関係学校
- 徳島市北井上幼稚園
- 徳島市北井上中学校

## 通学区域が隣接している学校
- 徳島市不動小学校
- 徳島市南井上小学校
- 石井町立高川原小学校
- 石井町立藍畑小学校
- 藍住町立藍住南小学校